# Pesjaka
Pesjaka falu Albánia északkeleti részén, Peshkopia városától légvonalban 11, közúton 15 kilométerre délkeletre, az albán–macedón államhatár közelében. Dibra megyén belül Dibra községhez tartozik, Maqellara alközség egyik települése.
A falu határában magasodó dombon, 789 méteres tengerszint feletti magasságban a bronzkor folyamán végig lakott település állt. Az 1991-ben végzett ásatások során nagyszámú agyagedény-töredéket tártak fel, különösen a késő bronzkori rétegek bizonyultak leletekben gazdagnak. A tárgyi anyag elemzése során a régészek arra jutottak, hogy bár az agyagedények tipológiai szempontból változatosabbak lettek a bronzkor végére, formakincsükben a korábbi, középső bronzkori díszítőelemek éltek tovább, és ezt a bronzkori népesség etnokulturális kontinuitásának jeleként értelmezték. Emellett azért is jelentős a pesjakai agyagedénylelet, mert a település három korabeli régészeti kultúra érintkezési pontján feküdt, ami tárgyi kultúrájában is tetten érhető: bár a legerősebben a mai dél-albániai maliqi műveltséghez kötődik, a technológia és a formakincs magán viseli az égei civilizációk, valamint az Adria-vidéki cetinai kultúra hatását is.